# Mount Pinchot
Mount Pinchot je hora v pohoří Sierra Nevada, ve východní části Fresno County, na východě Kalifornie. Má nadmořskou výšku 4 113 m.
Leží na východní hranici Národního parku Kings Canyon, západně od Owens Valley, v oblasti nejvyšších hor pohoří Sierra Nevada.
Mount Pinchot je čtrnáctou nejvyšší horou Kalifornie s prominencí vyšší než 500 metrů. Hora je pojmenovaná po Giffordu Pinchotovi, profesorovi lesnictví na Yaleově univerzitě.